# Elvira Schuster
Elvira Schuster da sposata Schuster-Salnik (Cottbus, 10 giugno 1948) è un'attrice, doppiatrice e conduttrice radiofonica tedesca.

## Biografia
Dal 1966 al 1970 ha frequentato la Scuola Superiore di Teatro Hans Otto di Lipsia. Il suo primo ingaggio lo ottenne al Theater der Freundschaft di Berlino, al quale è rimasta legata per oltre 45 anni. 
Ha recitato più volte davanti alla macchina da presa per la società cinematografica DEFA e per la televisione della DDR. La sua voce è stata richiesta in circa 150 film degli studi di doppiaggio e in oltre 75 produzioni radiofoniche.
Nel 1976 sposò il dottore in medicina e docente universitario sovietico Grigori Salnik, che aveva conosciuto durante una delle sue numerose visite a Berlino. Poiché a Tomsk non trovò alcuna possibilità di lavorare come attrice, si trasferirono insieme nella DDR, a Berlino.

## Filmografia

### Cinema
- Die Legende von Paul und Paula - regia di Heiner Carow (1973)

### Televisione
- Du und ich und Klein-Paris - regia di Werner W. Wallroth - film TV (1971)
- Dolles Familienalbum - serie TV (1971)
- Heiße Spuren - regia di  Wolfgang Hübner - film TV (1974)
- Du und icke und Berlin - regia di - film TV (1977)

## Doppiaggio (parziale)

### Cinema
- Femi Benussi in L'uomo venuto per uccidere
- Élisabeth Wiener in Johnny Banco

### Televisione
- Sônia Braga in Mosè
- Wendy Robie in Viper
- Majel Barrett in Star Trek: Voyager
- Brenda Matthews in Supernatural
- Beth Grant in One Mississippi
- Veanne Cox in Incorporated
- Debra Jo Rupp in The Ranch
- Geraldine Singer in Cercando Alaska